# Tschechoslowakische Badmintonmeisterschaft 1965
Die Tschechoslowakische Badmintonmeisterschaft 1965 fand in Prag statt. Es war die fünfte Austragung der nationalen Titelkämpfe im Badminton in der ČSSR.

## Titelträger
| Disziplin    | Sieger                             |
| ------------ | ---------------------------------- |
| Herreneinzel | Vladimír Zrno                      |
| Dameneinzel  | Irena Červenková                   |
| Herrendoppel | Ivan Bareš Alois Patěk             |
| Damendoppel  | Irena Červenková Jiřina Krappelová |
| Mixed        | Vladimír Zrno Alena Mládková       |